# Спрага (фільм, 1979)
«Спрага» (англ. Thirst) — австралійський фільм жаху 1979 року Рода Гарді. Головні ролі виконують австралійці Шанталь Контоурі, Макс Фіппс і британський актор Девід Геммінгс.

## Сюжет
Головна героїня фільму — Кейт Девіс, молода дівчина. Її викрадають дивні люди і тримають під замком. Виявляється, що ці люди — особливе братство вампірів, вони повідомляють дівчині про мету її викрадення: вона одна з родичок відомої серед вампірів графині Елізабет Баторі і тепер теж повинна долучитися до культу. На шляху до цього Кейт переслідують кошмари. Братство ж вампірів розкидано по всьому світу, їх близько 170 тисяч членів, а займаються вампіри відбором крові у звичайних людей.

## Ролі
- Шанталь Контурі — Кейт Девіс
- Макс Фіппс — Містер Ходж
- Девід Хеммінгс — Доктор Фрейзер
- Генрі Сільва — доктор Гаусс
- Ширлі Кемерон — Місіс Баркер

## Виробництво
Колонія художників Монсальват на північ від Мельбурна була використана, як штаб-квартира культу. Продюсер Ентоні Гіннен розшукав Хеммінгса і американця Генрі Сільва в ролі підтримки, щоб популяризувати фільм за межами Австралії.

## Критика
Рейтинг фільму на сайті IMDb — 5,8/10.